# Ján Sokol

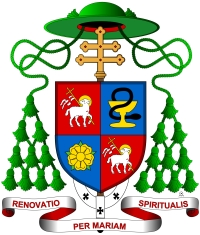
Erzbischofswappen von Ján Sokol

Ján Sokol (* 9. Oktober 1933 in Jacovce, Tschechoslowakei) ist emeritierter Erzbischof von Trnava.

## Leben
Ján Sokol besuchte das Gymnasium in Topoľčany. Er studierte in Bratislava Theologie und Philosophie und wurde am 23. Juni 1957 im heutigen Erzbistum Bratislava-Trnava zum römisch-katholischen Priester geweiht. Er war zunächst in Šurany bis 1958 als Kaplan pastoral tätig, danach in Levice von 1958 bis 1960. 1960 bis 1966 erfolgte sein pastoraler Dienst als Kaplan in Bratislava-Nové Mesto, danach von 1966 bis 1968 in Štúrovo. Von 1968 bis 1970 fungierte er als Präfekt im römisch-katholischen Priesterseminar in Bratislava. 1970 bis 1971 war er pastoral in Sereď tätig, bis 1975 dort auch als Dekan.
Am 14. November 1987 erfolgte seine Ernennung zum Apostolischen Administrator der Diözese Trnava. Sokol wurde daraufhin am 19. Mai 1988 zum Weihbischof im Erzbistum Trnava ernannt, zugleich auch zum Titularbischof von Luni. Die Bischofsweihe spendete ihm der damalige Apostolische Nuntius in Polen und spätere Kardinal Francesco Colasuonno am 12. Juni 1988 in der Kathedrale des heiligen Johannes des Täufers. Die Bischofsernennungen 1988 (Antonín Liška, Jan Lebeda, Ján Sokol) waren die ersten nach vielen Jahren, die zwischen Staat und Kirche ausgehandelt werden konnten. Dies galt als Kompromiss zwischen dem, was die Kirche benötigte, und dem, was das kommunistische Regime zulassen wollte.
Zum Erzbischof von Bratislava-Trnava wurde Ján Sokol am 26. Juli 1989 ernannt. Die feierliche Amtseinführung erfolgte am 10. September 1989. Seit dem 31. August 2000 war Sokol auch Vorsitzender der slowakischen Bischofskonferenz.
Am 14. Februar 2008 ernannte ihn Papst Benedikt XVI. zum Erzbischof des wiedererrichteten Erzbistums Trnava. Papst Benedikt XVI. nahm am 18. April 2009 das gemäß kanonischem Recht aus Altersgründen vorgeschriebene Rücktrittsgesuch von Ján Sokol an und ernannte den Redemptoristen Róbert Bezák zu seinem Nachfolger.
Presseberichten zufolge sei Sokol bis zur Samtenen Revolution 1989 ein Spitzel der kommunistischen Staatssicherheit StB gewesen. In einer Gedenkmesse für Jozef Tiso 2008 sagte er, die Diktatur Tisos sei eine „Zeit des relativen Wohlstandes“ für die Slowakei gewesen.